# A un miglio da te
A un miglio da te (1 Mile to You) è un film statunitense del 2017 diretto da Leif Tindel.

## Trama
Kevin è un giovane sportivo di diciannove anni con un amore appena nato. Mentre tornano da un allenamento, la sua classe, il suo migliore amico, la sua ragazza e il suo allenatore hanno un incidente e muoiono. Per Kevin è un durissimo colpo. Da quel giorno il giovane utilizza la corsa come cura contro il dolore.